# (400118) 2006 UU30
(400118) 2006 UU30 es un asteroide perteneciente al cinturón de asteroides, descubierto el 16 de octubre de 2006 por el equipo del Spacewatch desde el Observatorio Nacional de Kitt Peak, Arizona, Estados Unidos.

## Designación y nombre
Designado provisionalmente como 2006 UU30.

## Características orbitales
2006 UU30 está situado a una distancia media del Sol de 2,655 ua, pudiendo alejarse hasta 3,117 ua y acercarse hasta 2,192 ua. Su excentricidad es 0,174 y la inclinación orbital 13,71 grados. Emplea 1580,14 días en completar una órbita alrededor del Sol.

## Características físicas
La magnitud absoluta de 2006 UU30 es 17,4.